# باشگاه فوتبال میتیلند
باشگاه فوتبال میتیلند (دانمارکی: [ˈmitjylænˀ], «یوتلاند میانی») یک باشگاه فوتبال حرفه‌ای دانمارکی است که در شهر هرنینگ و ایکست در مناطق میانی یوتلاند دانمارک قرار دارد. این باشگاه در سال ۱۹۹۹ میلادی در نتیجهٔ ادغام دو باشگاه ایکست اف اس و هرنینگ فرماد پایه‌گذاری شد. میتیلند در سوپر لیگ فوتبال دانمارک به رقابت می‌پردازد و تاکنون توانسته‌است که ۳ بار قهرمان این رقابت‌ها شود که آخرین بار آن در فصل ۲۰۱۹-۲۰۲۰ بوده‌است.

## تاریخچهٔ باشگاه
باشگاه فوتبال میتیلند توسط جانی رون که صاحب یک کسب‌وکار تجاری و فعال در صنعت چوب بود، و استین هسل، که فروشندهٔ مرسدس-بنز بود تأسیس شد. این دو نفر مایل بودند که دو باشگاه فوتبال ایکست اف اس (تأسیس: ۱۹۳۵) و هرنینگ فرماد (تأسیس: ۱۹۱۸) که تا آن زمان در سطوح مختلف فوتبال دانمارک فعال بودند ولی نتوانسته بودند جامی کسب کنند را با یکدیگر ادغام نمایند. این ادغام حدود ده سال طول کشید تا اینکه نهایتاً در ۶ آوریل ۱۹۹۹، این توافق نهایی شد و این دو باشگاه تحت عنوان جدید باشگاه فوتبال میتیلند به فعالیت‌شان ادامه دادند.
در سال ۲۰۰۰ میلادی، میتیلند توانست بیش‌ترین امتیاز را در تاریخ لیگ دستهٔ اول دانمارک کسب کند و سوپر لیگ فوتبال دانمارک صعود کرد.
در ژوئیه ۲۰۱۴، متیو بِنهام (صاحب باشگاه باشگاه فوتبال برنتفورد در چمپیونشیپ انگلستان) اکثریت سهام باشگاه میتیلند را تصاحب کرد و در همین سال، باشگاه توانست برای نخستین بار قهرمان سوپر لیگ دانمارک شود.

## بازیکن‌سازی
میتیلند به‌طور کلی به بازیکن‌سازی و جذب استعداد های فوتبالی شهرت دارد. در ژوئیه ۲۰۰۴، میتیلند نخستین باشگاه فوتبال دانمارک بود که مدرسه‌های فوتبال خودش را داشت و این مدرسهٔ فوتبال بازیکنانی از همه‌جای دانمارک و نیز فوتبالیست‌هایی از نیجریه را جذب کرد. این باشگاه شبکه‌ای با بیش از ۱۰۰ باشگاه که در بخش‌هی غربی یوتلاند قرار دارند را گسترش داده‌است.
در سال ۲۰۰۸، سیمون کیایر، استعدادی از مدرسهٔ فوتبال با مبلغ ۳۰ میلیون کرون دانمارک (۴ میلیون یورو) به باشگاه فوتبال پالرمو پیوست. در سال ۲۰۱۰ نیز زونه کیلریش، دیگر استعداد مدرسهٔ فوتبال میتیلند به باشگاه فوتبال سمپدوریا فروخته‌شد، و در همین زمان، وینستون رید با مبلغ ۳۲ میلیون کرون دانمارک (۴٫۲۶ میلیون یورو) به باشگاه فوتبال وستهام یونایتد پیوست.
در سال ۲۰۱۶ نیز اریک سویاتچنکو با مبلغ ۱٫۵ میلیون پوند استرلینگ به باشگاه فوتبال سلتیک فروخته‌شد.

## ورزشگاه

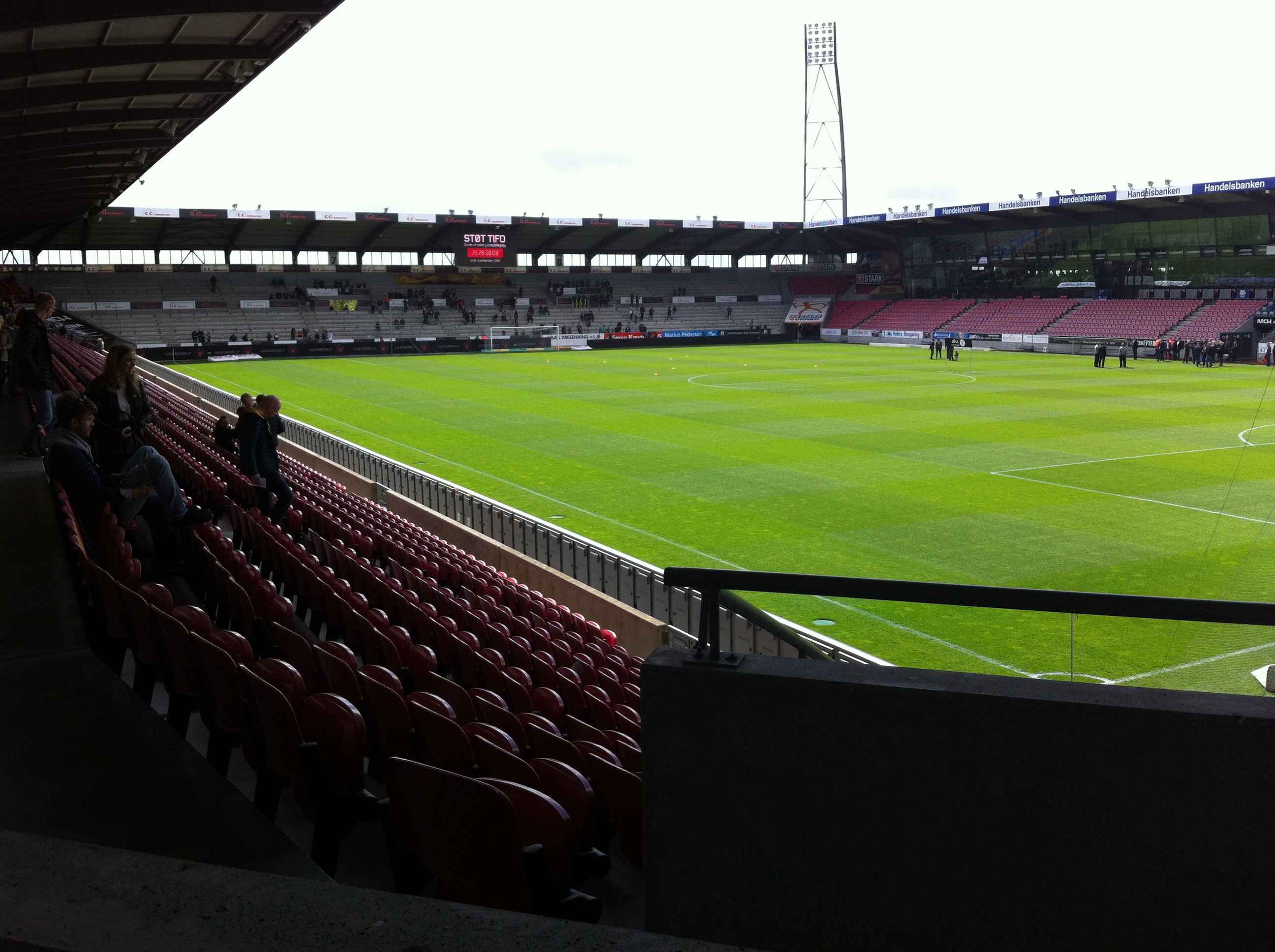
ام‌سی‌اچ آرنا، ورزشگاه اختصاصی باشگاه فوتبال میتیلند

در سال ۲۰۰۴ باشگاه به ورزشگاه جدیدی در هرنینگ انتقال یافت که ظرفیت ۱۲٫۰۰۰ نفر را دارد. میتیلند نخستین باشگاه دانمارکی بود که نام استادیوم را به اسپانسر فروخت و نامش به ام‌سی‌اچ آرنا تغییر یافت.

## هواداران
گرگ‌های سیاه باشگاه هواداری رسمی میتیلند است که در اوت ۱۹۹۹ میلادی تشکیل شده‌است.

## نتایج اخیر
| فصل     | لیگ      | رتبه | بازی | برد | مساوی | باخت | گل زده | گل خورده | امتیاز | جام حذفی       | یوفا                                          |
| ------- | -------- | ---- | ---- | --- | ----- | ---- | ------ | -------- | ------ | -------------- | --------------------------------------------- |
| ۲۰۰۸-۹  | سوپر لیگ | ۴    | ۳۳   | ۱۶  | ۷     | ۱۰   | ۵۵     | ۴۶       | ۵۵     | دور سوم        |                                               |
| ۲۰۰۹-۱۰ | سوپر لیگ | ۶    | ۳۳   | ۱۴  | ۵     | ۱۴   | ۴۱     | ۴۱       | ۴۷     | فینالیست       |                                               |
| ۲۰۱۰-۱۱ | سوپر لیگ | ۴    | ۳۳   | ۱۳  | ۱۰    | ۱۰   | ۵۰     | ۴۲       | ۴۹     | فینالیست       |                                               |
| ۲۰۱۱-۱۲ | سوپر لیگ | ۳    | ۳۳   | ۱۷  | ۷     | ۹    | ۵۰     | ۴۰       | ۵۸     | ۱/۱۶ فینال     | دور انتخابی سوم                               |
| ۲۰۱۲-۱۳ | سوپر لیگ | ۶    | ۳۳   | ۱۲  | ۱۱    | ۱۰   | ۵۱     | ۴۷       | ۴۷     | یک چهارم نهایی | دور انتخابی                                   |
| ۲۰۱۳-۱۴ | سوپر لیگ | ۳    | ۳۳   | ۱۶  | ۷     | ۱۰   | ۶۱     | ۳۸       | ۵۵     | دور چهارم      |                                               |
| ۲۰۱۴-۱۵ | سوپر لیگ | ۱    | ۳۳   | ۲۲  | ۵     | ۶    | ۶۴     | ۳۴       | ۷۱     | دور چهارم      | دور انتخابی                                   |
| ۲۰۱۵-۱۶ | سوپر لیگ | ۳    | ۳۳   | ۱۷  | ۸     | ۸    | ۵۷     | ۳۳       | ۵۹     | دور چهارم      | لیگ قهرمانان اروپا ۱۶–۲۰۱۵, لیگ اروپا ۱۶–۲۰۱۵ |
| ۲۰۱۶-۱۷ | سوپر لیگ | ۴    | ۳۶   | ۱۵  | ۹     | ۱۲   | ۶۷     | ۵۳       | ۵۴     | نیمه‌نهایی      | لیگ اروپا ۱۷–۲۰۱۶                             |
| ۲۰۱۷-۱۸ | سوپر لیگ | ۱    | ۳۶   | ۲۷  | ۴     | ۵    | ۸۰     | ۳۹       | ۸۵     | نیمه‌نهایی      | لیگ اروپا ۱۸–۲۰۱۷                             |
| ۲۰۱۸-۱۹ | سوپر لیگ | ۲    | ۳۵   | ۲۱  | ۸     | ۶    | ۷۵     | ۴۱       | ۷۱     | قهرمان         | لیگ قهرمانان اروپا ۱۹–۲۰۱۸، لیگ اروپا ۱۹–۲۰۱۸ |
| ۲۰۱۹-۲۰ | سوپر لیگ | ۱    | ۳۵   | ۲۶  | ۴     | ۵    | ۶۰     | ۲۷       | ۸۲     | دور سوم        | لیگ اروپا ۲۰–۲۰۱۹                             |

## افتخارات
- سوپر لیگ فوتبال دانمارک
  - قهرمان: ۲۰۱۴-۲۰۱۵، ۲۰۱۷-۲۰۱۸، و ۲۰۱۹-۲۰۲۰
  - نایب قهرمان: ۲۰۰۶-۲۰۰۷، ۲۰۰۷-۲۰۰۸، و ۲۰۸-۲۰۱۹
- دستهٔ ۱ دانمارک
  - قهرمان: ۱۹۹۹-۲۰۰۰
- جام حذفی فوتبال دانمارک
  - قهرمان: ۲۰۱۸-۲۰۱۹
  - نایب قهرمان: ۲۰۰۲-۲۰۰۳، ۲۰۰۴-۲۰۰۵، ۲۰۰۹-۲۰۱۰، و ۲۰۱۰-۲۰۱۱

## بازیکنان

### ترکیب فعلی
تا ۲۴ اوت ۲۰۱۹ میلادی:
| شماره |          | پست       | بازیکن                |
| ----- | -------- | --------- | --------------------- |
| ۱     | دانمارک  | دروازه‌بان | کاسپر یانسن           |
| ۳     | فنلاند   | هافبک     | تیم اسپارو            |
| ۴     | مجارستان | مدافع     | یولت کاشمار           |
| ۵     | دانمارک  | مدافع     | مارک دال هندی         |
| ۶     | سوئد     | مدافع     | یول اندرسون           |
| ۷     | دانمارک  | هافبک     | یاکوب پولسن (کاپیتان) |
| ۹     | گینه     | مهاجم     | سوری کابا             |
| ۱۰    | برزیل    | هافبک     | اواندر دا سیلوا فریرا |
| ۱۱    | استرالیا | هافبک     | آور مابیل             |
| ۱۳    | دانمارک  | مدافع     | سورن ریسی             |
| ۱۴    | دانمارک  | مدافع     | الکساندر شولتس        |
| ۱۸    | دانمارک  | مدافع     | کریستیان ریس          |
| ۲۰    | دانمارک  | مدافع     | راسموس نیکولایسن      |
| ۲۵    | کانادا   | مدافع     | مانیرکار جیمز         |
| ۲۷    | دانمارک  | مدافع     | اولیور اولسن          |

| شماره |         | پست       | بازیکن                                                 |
| ----- | ------- | --------- | ------------------------------------------------------ |
| ۲۸    | دانمارک | مدافع     | اریک سویاتچنکو                                         |
| ۲۹    | برزیل   | مدافع     | پائولینو ویکتور دا سیلوا                               |
| ۳۰    | دانمارک | دروازه‌بان | اولیور اوتسن                                           |
| ۳۱    | دانمارک | دروازه‌بان | میکل اندرسن                                            |
| ۳۴    | ایسلند  | هافبک     | میکائل اندرسون                                         |
| ۳۸    | نیجریه  | هافبک     | فرانک اونیکا                                           |
| ۴۰    | سوئد    | هافبک     | ینس کایوسته                                            |
| ۴۳    | دانمارک | هافبک     | نیکولاس مدسن                                           |
| ۳۳    | دانمارک | مدافع     | نیکولاس دیر                                            |
| ۳۵    | دانمارک | مهاجم     | گوستاو ایساکسن                                         |
| ۵۲    | برزیل   | مدافع     | پاتریک دا سیلوا فریرا (قرضی از باشگاه فوتبال فلامینگو) |
| ۵۶    | اوکراین | مهاجم     | آرتن دووبیک                                            |
| ۷۴    | برزیل   | مهاجم     | جونیور برومادو                                         |
| ۸۸    | نروژ    | هافبک     | گوستاو ویکهایم                                         |

### بازیکنان قرض داده‌شده
| شماره |                     | پست       | بازیکن                                                                       |
| ----- | ------------------- | --------- | ---------------------------------------------------------------------------- |
| —     | ایالات متحده آمریکا | دروازه‌بان | بیل حمید (در باشگاه فوتبال دی‌سی یونایتد تا ۳۰ نوامبر ۲۰۱۹)                   |
| —     | دانمارک             | هافبک     | Ayo Simon Okosun (در AC Horsens تا ۳۱ دسامبر ۲۰۱۹)                           |
| —     | کاستاریکا           | مهاجم     | Mayron George (در باشگاه فوتبال وولرنگا تا ۳۱ دسامبر ۲۰۱۹)                   |
| —     | غنا                 | هافبک     | Michael Baidoo (در FK Jerv تا ۳۱ دسامبر ۲۰۱۹)                                |
| —     | فنلاند              | هافبک     | Kaan Kairinen (در باشگاه فوتبال هلسینکی تا ۳۱ دسامبر ۲۰۱۹)                   |
| —     | جزایر فارو          | مهاجم     | Jákup Thomsen (در باشگاه فوتبال فیملیکافلاخ هافنارفیوردور تا ۳۱ دسامبر ۲۰۱۹) |
| —     | نیجریه              | هافبک     | Babajide David (در باشگاه فوتبال روزنبورگ تا ۳۱ دسامبر ۲۰۱۹)                 |
| —     | نیجریه              | هافبک     | Victor Ezekiel Dawa (در FC Fredericia تا ۳۱ دسامبر ۲۰۱۹)                     |
| —     | نروژ                | مهاجم     | Chuma Anene (در باشگاه فوتبال کرو آلکساندرا تا ۳۱ مه ۲۰۲۰)                   |

| شماره |                       | پست       | بازیکن                                                           |
| ----- | --------------------- | --------- | ---------------------------------------------------------------- |
| —     | بلغارستان             | هافبک     | Bozhidar Kraev (در باشگاه فوتبال ژیل ویسنته تا ۳۰ ژوئن ۲۰۲۰)     |
| —     | دانمارک               | هافبک     | Sammy Skytte (در Stabæk تا ۳۰ ژوئن ۲۰۲۰)                         |
| —     | دانمارک               | هافبک     | Nikolaj Kirk (در FC Fredericia تا ۳۰ ژوئن ۲۰۲۰)                  |
| —     | دانمارک               | مدافع     | Japhey Sery Larsen (در باشگاه فوتبال برنتفورد تا ۳۰ ژوئن ۲۰۲۰)   |
| —     | دانمارک               | هافبک     | Christian Tue Jensen (در باشگاه فوتبال برنتفورد تا ۳۰ ژوئن ۲۰۲۰) |
| —     | دانمارک               | مهاجم     | Sebastian Buch (در Skive تا ۳۰ ژوئن ۲۰۲۰)                        |
| —     | ایسلند                | دروازه‌بان | Elias Olafsson (در Aarhus Fremad تا ۳۰ ژوئن ۲۰۲۰)                |
| —     | جمهوری دموکراتیک کنگو | هافبک     | Gloire Rutikanga (در Ringkøbing تا ۳۰ ژوئن ۲۰۲۰)                 |
| —     | نیجریه                | مدافع     | Henry Uzochokwu (در FC Fredericia تا ۳۰ ژوئن ۲۰۲۰)               |

## سرمربی‌ها
- اووه پدرسن (۱ ژوئیه ۱۹۹۹ – ۳۰ ژوئن ۲۰۰۲)
- تروئلس بش (۱ ژوئیه ۲۰۰۲ – ۳۱ دسامبر ۲۰۰۳)
- اریک راسموسن (۱ ژانویه ۲۰۰۴ – ۳۰ ژوئن ۲۰۰۸)
- توماس توماسبرگ (۱ ژوئیه ۲۰۰۸ – ۱۱ اوت ۲۰۰۹)
- آلان کون (۱۲ اوت ۲۰۰۹ – ۱۵ آوریل ۲۰۱۱)
- گلن ریدرسهولم (۱۶ آوریل ۲۰۱۱– ۲۵ ژوئن ۲۰۱۵)
- یس ثوروپ (۱۲ ژوئیه ۲۰۱۵ – ۱۰ اکتبر ۲۰۱۸)
- کنث اندرسن (۱۰ اکتبر ۲۰۱۸ – ۱۹ اوت ۲۰۱۹)
- بریان پریسکی (۱۹ اوت ۲۰۱۹ – اکنون)

## میتیلند در رقابت‌های اروپایی
در ۲۱ ژوئیه ۲۰۱۸ میلادی، میتیلند در ردهٔ ۱۱۴ بهترین باشگاه‌های اروپا قرار داشت:
| رتبه | باشگاه                | امتیاز |
| ---- | --------------------- | ------ |
| ۱۱۲  | باشگاه فوتبال زوریخ   | ۱۲٫۰۰۰ |
| ۱۱۳  | باشگاه فوتبال نیس     | ۱۱٫۵۰۰ |
| ۱۱۴  | باشگاه فوتبال میتیلند | ۱۱٫۵۰۰ |
| ۱۱۵  | باشگاه فوتبال بوردو   | ۱۱٫۲۸۳ |
| ۱۱۶  | باشگاه فوتبال لیل     | ۱۱٫۲۸۳ |